# Rüdiger Lutz
Wulf Rüdiger Lutz (* 1953; † 17. September 2006 in Tübingen) war ein deutscher Architekt, Psychologe, Publizist, Zukunftsforscher und Futurologe.

## Leben
Er studierte in Stuttgart, Dortmund, Berlin und Berkeley. Von 1979 bis 1981 war er Mitarbeiter am Institut für Zukunftsforschung an der Technischen Universität Berlin, dann Leiter des Kommunikationszentrums für Zukunfts- und Friedensforschung in Hannover. Mitte der 1980er-Jahre war er Professor für Design an der Hochschule der Künste Berlin.
Er gehörte zum Umkreis von Robert Jungk und zu den Pionieren der internationalen Verbreitung der Methode Zukunftswerkstatt. Er entwickelte eigene Formen der Arbeit mit der Zukunftswerkstatt und war Mitglied des Freundeskreises der Internationalen Bibliothek für Zukunftsfragen / Robert-Jungk-Stiftung. Er war Autor und Mitherausgeber vieler Artikel in Fachzeitschriften und Büchern, vor allem auch im englischsprachigen Bereich.
Anstifter und Begleiter zahlreicher Sozialökologischer Projekte und Alternativtechnik-Gruppen.
Begegnungen mit Lutz bei größeren Veranstaltungen waren nicht immer für alle leicht und endeten gelegentlich im Streit. Er beeindruckte durch seine zukunftsweisende Inspiration, stieß aber Andersdenkende vor den Kopf, indem er auf seine eigenen Erfahrungen bei vielen Zukunftswerkstatt-Veranstaltungen hinwies und sich für den Einsatz psychologischer und esoterisch-psychedelischer Methoden aussprach. Er fand seine letzte Ruhestätte auf dem Tübinger Bergfriedhof.

## Werke

### Zukunftswerkstatt-Geschichte
- Meine Zukunftswerkstatt-Revision. Ein persönlicher Rückblick auf die letzten 30 Jahre
- Sozialökologische ZW-Projekte initiiert/durchgeführt von/mit Rüdiger Lutz

### Zukunftswerkstatt-Methoden
- Wider den Methodenzwang hin zu einer Ökologie des Geistes – über den Methodenstreit bezüglich Zukunftswerkstätten
- Rüdiger Lutz zu den einzelnen Phasen der Zukunftswerkstätten

### Zukunftsperspektiven
- Die Zukunftsszenarien nach Rüdiger Lutz
- Die (un)heimliche TranCeformation, Dimensionen des Paradigmenwechsel im 21. Jahrhundert
- Die gegenwärtig stattfindende Konvergenz der drei Unterströmungen innovativer Vektoren aus Ökologie, Technologie und Neuropsychologie als Trigger der (un)heimlichen TranCeformation
- Vektor 2012 – Future Lab project in progress – eine Zukunftswerkstatt in permanenter Gründung
- Die achte Zukunft: CORCORAN als Herausforderung an die sanfte Wende
- Dystopien, "unmögliche Zukünfte" und "educated guesses"

### Weitere Texte
- Sachzwänge – das Unwort der CORCORAN-Apologeten
- Innovations-Ökologie
- Leading Edge Schamanin Michele Marie (MM) im Metalog mit Rüdiger Lutz
- Corcoran – die achte Zukunft im August 2006: Psychologie Heute

### Bücher
- Sanfte Alternativen. Ein Öko-Log-Buch von Rüdiger Lutz bei Beltz (Broschiert – 1981)
- Bewußtseins(R)evolution von Gregory Bateson, Fritjof Capra, Robert Jungk, und Rüdiger Lutz bei Beltz (Broschiert – 1983)
- Frauen Zukünfte von Rüdiger Lutz bei Beltz (Broschiert – 1984)
- Sanftware. Alternativer Computereinsatz. von Rüdiger Lutz von Rowohlt TB-V., Rnb. (Broschiert – November 1986)
- Das Ende der Ökonomie von Hazel Henderson und Rüdiger Lutz (Taschenbuch – August 1986)
- Ökopolis, eine Anstiftung zur Zukunft und Umweltgestaltung, mit Anita Bachmann,  Droemer Knaur, München 1987, ISBN 3-426-03870-6.
- Die sanfte Wende. Aufbruch ins ökologische Zeitalter,  Ullstein Tb, Berlin 1987;  Kösel, München 1984, ISBN 3-466-11042-4.
- Pläne für eine menschliche Zukunft von Rüdiger Lutz von Beltz (Broschiert – 1988)
- Innovations-Ökologie von Fritjof Capra, Ernest Callenbach, Sandra Marburg, und Rüdiger Lutz bei Vlg. Bonn aktuell, M. (Gebundene Ausgabe – 1992)
- Erfolg durch Synergie. 1 × 3 = 13. Das Management der Zukunft, von Reinhardt Stefan Tomek, Gerd Gerken, Hermann Haken, Rüdiger Lutz, Fischer TB 1993